# برجس الحديد
الشيخ برجس شاهر الحديد - (مواليد 1936)، 
المعروف باسم برجس شاهر صايل الحديد، هو شيخ قبيلة الحديد الأردنية وعضو في البرلمان الأردني. بالإضافة إلى كونه شيخ قبيلة الحديد التي تتخذ من محافظة البلقاء مقراً لها ويبلغ عددهم 30,000 فرد، كان برجس الحديد سابقاً عضواً في القوات الجوية الملكية الأردنية. وكشيخ، شملت واجبات الحديد التوسط في النزاعات، بما في ذلك الخلافات الدموية الثأر، التي تنشأ بين أفراد القبائل الأردنية، التي لا يزال قانون القبائل داخل عائلاتهم قائماً. كما توجد أعداد كبيرة من قبيلة الحديد في سوريا والعراق، وقد تم إرسال الشيخ إلى المملكة العربية السعودية والعراق من أجل التوسط. جاء منصب الحديد كعضو منتخب في البرلمان جزئياً نتيجة للمساحة الكبيرة من الأراضي التي تملكها قبيلته والنفوذ الذي تجلبه. وبين عامي 1947 و1967، شغل عضو من من افراد قبيلة الحديد مقعداً في مجلس الأمة الأردني
وعندما لا يشارك برجس في الأعمال البرلمانية والأسرية والخاصة، يقضي وقته في حل النزاعات القبلية والتوسط من أجل تعزيز مصالح أفراد قبيلته ومصالح أي شخص آخر يناشده للمساعدة.
برجس الحديد هو أحد أعمدة مؤسسة الضفة الشرقية التي قدمت عائلته للعائلة المالكة الهاشمية الحاكمة ولاء لا يصدق منذ وصول الأمير عبد الله إلى مدينة معان في عام 1921 للمطالبة بشرق الأردن للهاشميين 
يعلق الحديدقائلا "عندما توفي والدي شاهر في عام 1947، عندما كان عمري تسع سنوات فقط، أصر الملك عبد الله على دفنه في مقبرة العائلة المالكة، فوق قصر رغدان في عمان" وبالتالي تاريخ حديد القبلي، وتاريخ عائلة برجس متشابك مع تاريخ الأردن. يقول برجس بكبرياء: "لقد شاركنا في الثورة العربية مع الأمير فيصل، وقاتلنا الانتداب الفرنسي على سوريا في سوريا. "قاتلنا في معركة ميسلون، والدي شاهر وابن عمه منور وكثيرون من قبيلتنا كانوا هناك".
في عام 1957، التحق الحديد بالكلية العسكرية في القاهرة، تعرض إلى حادث أدى إلى انهاء تعليمه، وبعد شفائه، ارتقى إلى رتبة مقدم، حيث عمل في كلية أمير فيصل العسكرية حتى عام 1976. بدأ حياته السياسية في عام 1984، عندما انضم إلى مجلس مدينة عمان، حيث عمل لمدة عامين، وبعد ذلك تم تعيينه لمدة ثماني سنوات كواحد من 40 عضواً في مجلس الأعيان الأردني في مجلس الأمة. وفي عام 1997، انتُخب الحديد عضواً في مجلس النواب عن الدائرة الانتخابية الرابعة في عمان؛ وأعيد انتخابه في عام 2003. 
الحديد متزوج من نوف سليم خير، ولديه 5 أبناء: نضال، الذي كان عمدة عمان، عمل في الاتحاد الأردني لكرة القدم، وكان مسؤولاً عن التنمية في الفيفا لمعظم البلدان العربية. محمد، وهو رائد في أجهزة الاستخبارات؛ حسام، رجل أعمال. وابنتيه أروى وهالة.

## وصلات خارجية
- برنامج هذا أنا، قناة التلفزيون الأردني الرسمية، برجس الحديد